# Kensaku Morita
Pour les articles homonymes, voir Kensaku.
Kensaku Morita (森田 健作, Morita Kensaku) est un homme politique et acteur japonais, né le 16 décembre 1949 dans l'arrondissement d'Ōta à Tokyo.

## Biographie
Kensaku Morita est gouverneur de la préfecture de Chiba de 2009 à 2021.

## Filmographie sélective

### Cinéma
- 1974 : Le Vase de sable (砂の器, Suna no utsuwa?) de Yoshitarō Nomura
- 1977 : La Guerre de l'espace (惑星大戦争, Wakusei daisenso?) de Jun Fukuda
- 1977 : Mont Hakkoda (八甲田山, Hakkodasan?) de Shirō Moritani
- 1978 : Le Mois d'août sans empereur (皇帝のいない八月, Kōtei no inai hachigatsu?) de Satsuo Yamamoto
- 1978 : Last of the Ako Clan (赤穂城断絶, Akō-jō danzetsu?) de Kinji Fukasaku
- 1979 : Sanada Yukimura no bōryaku (真田幸村の謀略?) de Sadao Nakajima
- 1980 : Virus (film, 1980) (復活の日, Fukkatsu no hi?) de Kinji Fukasaku
- 1982 : Giwaku (疑惑?) de Yoshitarō Nomura : Yoshiro Fujiwara